# Jenny Jonsson
Jenny Jonsson (Sollefteå, 30 agosto 1987) è una biatleta svedese.

## Biografia
Nata a Helgum di Sollefteå, in Coppa del Mondo ha esordito il 27 febbraio 2008 a Pyeongchang (59ª) e ha ottenuto la prima vittoria, nonché primo podio, il 6 gennaio 2011 a Oberhof.
In carriera ha preso parte a tre edizioni dei Campionati mondiali (5ª nella staffetta mista a Ruhpolding 2012 il miglior piazzamento).

## Palmarès

### Coppa del Mondo
- Miglior piazzamento in classifica generale: 50ª nel 2011
- 2 podi (entrambi a squadre):
  - 1 vittoria
  - 1 secondo posto

#### Coppa del Mondo - vittorie
| Data           | Località | Nazione  | Specialità                                                       |
| -------------- | -------- | -------- | ---------------------------------------------------------------- |
| 6 gennaio 2011 | Oberhof  | Germania | RL (con Anna Carin Olofsson, Anna Maria Nilsson e Helena Ekholm) |

Legenda:

RL = staffetta